# Unisoc

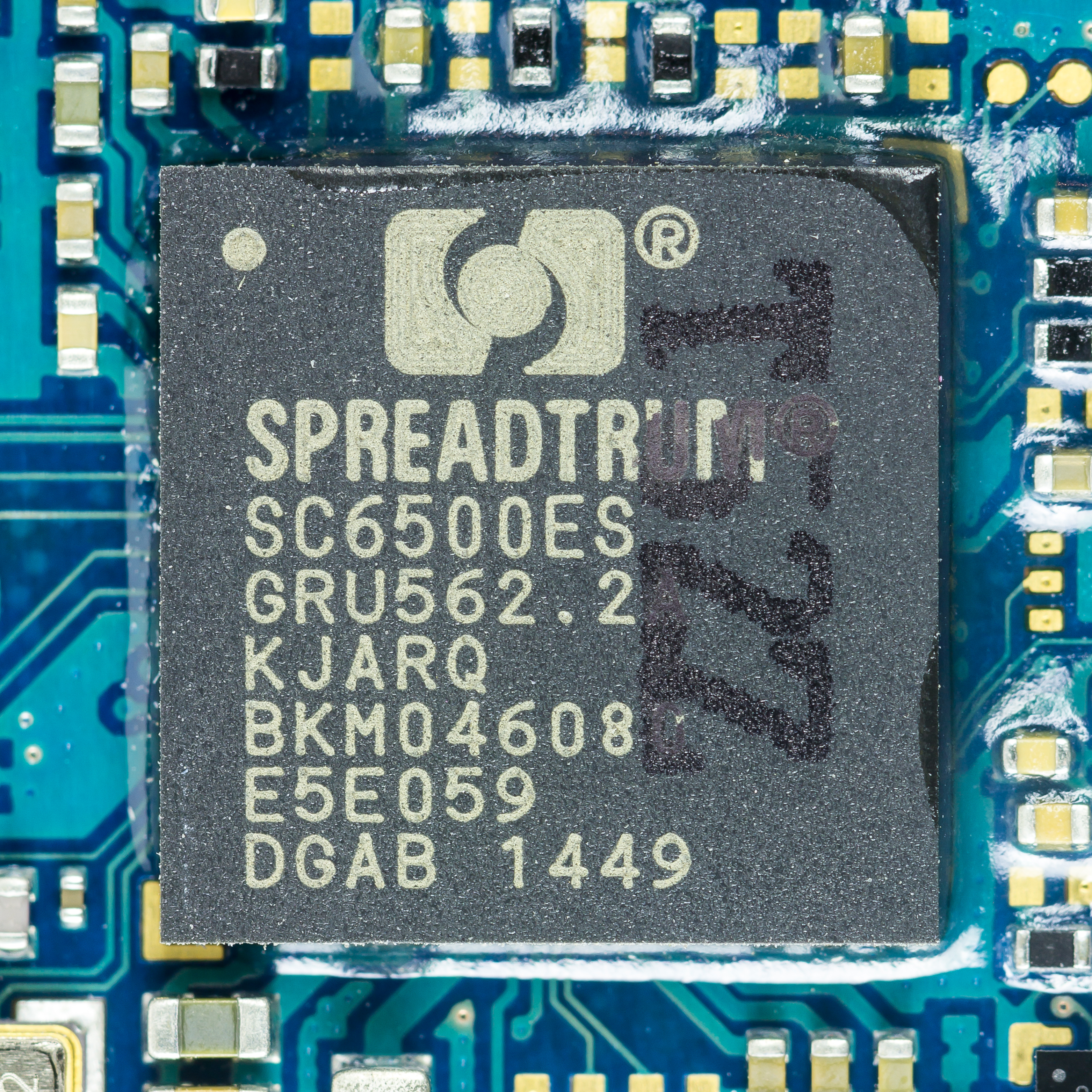
Spreadtrum SC6500ES

Unisoc (chiń. 紫光展锐), pełna nazwa Unisoc (Shanghai) Technologies Co., Ltd. (chiń. 紫光展锐（上海）科技股份有限公司), dawniej Spreadtrum Communications Co., Ltd. (chiń. 展讯通信有限公司) – chińskie przedsiębiorstwo z branży półprzewodnikowej. Zostało założone w 2001 roku, a swoją siedzibę ma w Szanghaju. Jest producentem procesorów do urządzeń mobilnych, opartych na architekturze ARM.